# Rudolf Christoph
Otto Heinz Rudolf Christoph (* 18. Dezember 1923 in Oelsnitz im Erzgebirge, Amtshauptmannschaft Stollberg; † 11. August 1982 in Ost-Berlin) war ein deutscher Schauspieler.

## Leben
Rudolf Christoph war fast 30 Jahre ein festes Ensemblemitglied des Deutschen Theaters Berlin. Neben seiner Bühnentätigkeit drehte er mehrere Filme bei der DEFA und beim Fernsehen. Auch an diversen Hörfunkproduktionen war er beteiligt.
Christoph war seit 1949 mit Edith Annemarie geb. Fischer verheiratet. Die Eheschließung fand in Tannenbergsthal im Landkreis Auerbach statt. Rudolf Christoph starb am 11. August 1982 um 18:55 Uhr in Ost-Berlin im Alter von 58 Jahren. Er wohnte zuletzt in der Friedrichstraße 129 in Berlin. Seine letzte Ruhestätte fand er auf dem Friedhof der Dorotheenstädtischen und Friedrichswerderschen Gemeinden in der Berliner Chausseestraße.

## Filmografie
- 1956: Thomas Müntzer – Ein Film deutscher Geschichte
- 1956: Der Hauptmann von Köln
- 1957: Berlin – Ecke Schönhauser…
- 1957: Sheriff Teddy
- 1959: Ware für Katalonien
- 1959: Weimarer Pitaval: Der Fall Wandt (Fernsehreihe)
- 1959: Fernsehpitaval: Der Fall Jakubowski (Fernsehreihe)
- 1960: Silvesterpunsch
- 1960: Das Leben beginnt
- 1962: Fernsehpitaval: Auf der Flucht erschossen
- 1962: Mord ohne Sühne
- 1963: Jetzt und in der Stunde meines Todes
- 1968: Ich – Axel Cäsar Springer (Fernsehfilm Teil 2 und 3 von 5)
- 1968: 12 Uhr mittags kommt der Boß
- 1968: Der Staatsanwalt hat das Wort: Automarder (Fernsehreihe)
- 1971: Der Staatsanwalt hat das Wort: Der Fall Valentin Erbsand
- 1973: Eva und Adam oder Drum prüfe! (Fernsehfilm, 4. Teil)
- 1973: Polizeiruf 110: Vorbestraft (Fernsehreihe)
- 1974: Der nackte Mann auf dem Sportplatz
- 1974: Die Frauen der Wardins (Fernseh-Dreiteiler)
- 1975: Polizeiruf 110: Heiße Münzen
- 1975: Kriminalfälle ohne Beispiel: Mord im Märkischen Viertel (Fernsehreihe)
- 1975: Steckbrief eines Unerwünschten (Fernsehfilm)
- 1976: Leben und Tod Richard III. (Theateraufzeichnung)
- 1978: Das unsichtbare Visier (Fernsehserie Episode: 6)
- 1980: Die Schmuggler von Rajgrod
- 1980: Gevatter Tod
- 1981: Die Gäste der Mathilde Lautenschläger
- 1981: Feuerdrachen (Fernsehfilm 2-teilig)
- 1982: Polizeiruf 110: Der Rettungsschwimmer
- 1983: Martin Luther (Fernsehfilm)

## Theater
- 1955: Johann Nestroy: Theaterg’schichten – Regie: Emil Stöhr (Deutsches Theater Berlin)
- 1961: Carl Sternheim: Die Hose – Regie: Carl M. Weber (Deutsches Theater Berlin)
- 1961: Günter Weisenborn Die Illegalen – Regie: Ernst Kahler/Horst Drinda (Deutsches Theater Berlin – Kammerspiele)
- 1961: Pavel Kohout: Die dritte Schwester (Sohn) – Regie: Karl Paryla (Deutsches Theater Berlin – Kammerspiele)
- 1962: Peter Hacks (nach Aristophanes): Der Frieden (Der Krieg) – Regie: Benno Besson (Deutsches Theater Berlin)
- 1965: Alfred Matusche: Der Regenwettermann (Nazi-Hauptmann) – Regie: Wolf-Dieter Panse (Deutsches Theater Berlin – Lesetheater)
- 1966: Robert Hanell/Günther Deicke: Esther (SS-Arzt) – Regie: Heinz Rückert (Deutsche Staatsoper, Berlin)
- 1967: Horst Salomon: Ein Lorbaß (Vater) – Regie: Benno Besson (Deutsches Theater Berlin)
- 1969: Hans Lucke: Mäßigung ist aller Laster Anfang (Ein Meister) – Regie: Uta Birnbaum/Friedo Solter (Deutsches Theater Berlin – Kammerspiele)
- 1972: Ulrich Plenzdorf: Die neuen Leiden des jungen W. (Hochschulprofessor) – Regie: Horst Schönemann (Deutsches Theater Berlin – Kammerspiele)
- 1975: Georges Courteline: Der gemütliche Kommissar – Regie: Michael Hamburger (Deutsches Theater Berlin – Kleine Komödie)
- 1975: Georges Courteline: Der Stammgast (Gerichtspräsident) – Regie: Michael Hamburger (Deutsches Theater Berlin – Kleine Komödie)
- 1975: Juhan Smuul: Das Gänseinselbegräbnis und die Hoheitsgewässer von Muhu – Regie: Hans Bunge (Deutsches Theater Berlin – Kleine Komödie)
- 1977: Christian Morgenstern: Das große Lalula (Morgensternabend) – (Deutsches Theater Berlin – Kleine Komödie)
- 1980: Peter Hacks: Senecas Tod – Regie: Cox Habbema (Deutsches Theater Berlin)

## Hörspiele
- 1956: Nâzım Hikmet: Die Legende von der Liebe – Regie: Otto Dierichs (Hörspiel – Rundfunk der DDR)
- 1959: Friedrich Karl Kaul/Walter Jupé: Alles beim alten (Otto Schorkamp) – Regie: Gert Beinemann (Hörspiel – Rundfunk der DDR)
- 1959: Samuil J. Marschak: Das Katzenhaus (Erzähler) – Regie: Theodor Popp (Kinderhörspiel – Eterna/Litera)
- 1960: Bernhard Seeger: Paradies im Krähenwinkel – Regie: Helmut Hellstorff (Hörspiel – Rundfunk der DDR)
- 1960: Joachim Knauth: Die sterblichen Götter (Lucius) – Regie: Joachim Witte (Hörspiel – Rundfunk der DDR)
- 1964: Rolf Schneider: Ankunft in Weilstedt – Regie: Uwe Haacke (Rundfunk der DDR)
- 1966: Bertolt Brecht: Das Verhör des Lukullus – Regie: Kurt Veth (Hörspiel – Rundfunk der DDR)
- 1967: Eberhard Fensch: Spätschicht – Regie: Helmut Hellstorff (Hörspiel – Rundfunk der DDR)
- 1968: Giles Cooper: Die unverdauliche Auster – Regie: Wolfgang Brunecker (Hörspielkomödie – Rundfunk der DDR)
- 1969: Franz Freitag: Der Egoist (Vertreter der Reichsbahndirektion) – Regie: Gert Andreae (Hörspiel – Rundfunk der DDR)
- 1968: Erasmus Schöfer: Denkmal Pfeiffer – Regie: Fritz-Ernst Fechner (Hörspiel – Rundfunk der DDR)
- 1969: Peter Hacks nach Aristophanes: Der Frieden (Der Krieg) – Regie: Benno Besson (Hörspiel – Rundfunk der DDR)
- 1970: Autorenkollektiv: Gespräche an einem langen Tag – Regie: Detlef Kurzweg (Hörspiel – Rundfunk der DDR)
- 1970: Anita Heiden-Berndt: Städte unserer Republik 0: Leipzig (Meister) – Regie: Christa Kowalski (Kinderhörspiel – Rundfunk der DDR)
- 1970: Horst Liepach: Der Dichter und seine Fabeln (Moliere) – Regie: Christa Kowalski (Rätselhörspiel (4 Teile) – Rundfunk der DDR)
- 1970: Herbert Friedrich: Radsaison (Schneider) – Regie: Maritta Hübner (Kinderhörspiel – Rundfunk der DDR)
- 1970: Arne Leonhardt: Charme und Elektronik (Direktor) – Regie: Joachim Gürtner (Hörspiel: Neumann, zweimal klingeln Nr.1 – Rundfunk der DDR)
- 1970: Gerhard Jäckel: Die Kandidatin (Direktor) – Regie: Joachim Gürtner (Hörspiel: Neumann, zweimal klingeln Nr.16 – Rundfunk der DDR)
- 1970: Will Lipatow: Viktoria und die Fischer (Kapitän) – Regie: Theodor Popp (Hörspiel – Rundfunk der DDR)
- 1970: Roland Neumann: Winne (Franz) – Regie: Manfred Täubert (Kinderhörspiel – Rundfunk der DDR)
- 1971: Bruno Gluchowski: Stahl von der Ruhr – Regie: Helmut Hellstorff (Hörspiel nach „Blutiger Stahl“ (3 Teile) – Rundfunk der DDR)
- 1972: Kai Himmelstrup: The Dandelions (Beamter) – Regie: Helmut Hellstorff (Hörspiel (2 Teile) – Rundfunk der DDR)
- 1972: Manfred Dumke: Besuch eines Ehemanns (Ehemann) – Regie. Barbara Plensat (Kurzhörspiel – Rundfunk der DDR)
- 1973: Linda Teßmer: Am schwarzen Mann (Bürgermeister) – Regie: Joachim Staritz (Hörspiel – Rundfunk der DDR)
- 1974: Hans-Ulrich Lüdemann: Blümlein ist gegangen (Vater Blümlein) – Regie: Fritz Göhler (Hörspiel – Rundfunk der DDR)
- 1974: Hans-Jürgen Bloch: Hundert Mark für eine Unterschrift (Leiter) – Regie: Joachim Staritz (Hörspielreihe: Tatbestand, Nr. 4 – Rundfunk der DDR)
- 1974: Wolf D. Brennecke: Abriss eines Hauses – Regie: Fritz-Ernst Fechner (Hörspiel – Rundfunk der DDR)
- 1974: Volksbuch: Die Schildbürger (Obrist, am Kaiserhof) – Regie: Andreas Scheinert (Kinderhörspiel – Litera)
- 1975: Jules Verne: Die Erfindung des Verderbens (4 Rollen) – Regie: Andreas Scheinert (Kinderhörspiel – Rundfunk der DDR)
- 1975: Arne Leonhardt: Porträt eines Helden (Altmann) – Regie: Joachim Gürtner (Hörspielreihe: Neumann, zweimal klingeln Nr.1 – Rundfunk der DDR)
- 1975: Linda Teßmer: Der Fall Tina Bergemann (Schmock) – Regie: Hannelore Solter (Hörspiel – Rundfunk der DDR)
- 1975: Gerhard Rentzsch: Der Nachlaß (Virtuose) – Regie: Joachim Staritz (Hörspiel – Rundfunk der DDR)
- 1975: Jean Pélégri: Der Aufschrei – Regie: Fritz Göhler (Hörspiel – Rundfunk der DDR)
- 1976: Adolf Glaßbrenner: Antigone in Berlin (Rezensent Ungetüm) – Regie: Werner Grunow (Hörspiel (Kunstkopf) – Rundfunk der DDR)
- 1976: Joachim Brehmer: Meine Frau Inge und meine Frau Schmidt (Kurt) – Regie: Achim Scholz (Hörspiel – Rundfunk der DDR)
- 1976: Raymond Chandler: Gefahr ist mein Geschäft – Regie: Werner Grunow (Kriminalhörspiel – Rundfunk der DDR)
- 1976: Wolfgang Kohlhaase: Die Grünstein-Variante (Wärter) – Regie: Günther Rücker (Hörspiel – Rundfunk der DDR)
- 1977: James Thurber: Walter Mittys Geheimleben (Dr. Renshaw) – Regie: Achim Scholz (Hörspiel – Rundfunk der DDR)
- 1977: Hans Siebe: Herzogs Frau (Karstedt) – Regie: Achim Scholz (Kriminalhörspiel – Rundfunk der DDR)
- 1978: Ödön von Horváth: Kasimir und Karoline (Speer) – Regie: Werner Grunow (Hörspiel – Rundfunk der DDR)
- 1978: Phineas Taylor Barnum: Alles Humbug (Herr) – Regie: Joachim Staritz (Hörspiel – Rundfunk der DDR)
- 1978: Jan Eik: Kleines Haus am Wald (Pansegrau) – Regie: Achim Scholz (Kriminalhörspiel – Rundfunk der DDR)
- 1978: Karel Čapek: Taschenspiele (Professor Rouss) – Regie: Joachim Staritz (Hörspiel – Rundfunk der DDR)
- 1980: Georg Büchner: Dantons Tod (Fouquier)  – Regie: Joachim Staritz (Hörspiel – Rundfunk der DDR)
- 1980: Fritz Rudolf Fries: Der fliegende Mann – Regie: Horst Liepach (Biographie – Rundfunk der DDR)
- 1980: Dorothy L. Sayers: Der Verdacht (Mr. Dimthorpe) – Regie: Werner Grunow (Kriminalhörspiel – Rundfunk der DDR)
- 1980: Norbert Klein: Alles ist anders (Volkspolizist) – Regie: Wolfgang Brunecker (Hörspielreihe: Neumann, zweimal klingeln – Rundfunk der DDR)
- 1981: Joachim Brehmer: Der Doppelgänger (Polizist) – Regie: Achim Scholz (Hörspiel – Rundfunk der DDR)